# Sekstus Afraniusz Burrus
Sekstus Afraniusz Burrus (ur. 1 w Galii Narbońskiej, zm. 62) – pochodzący z Galii Narbońskiej wojskowy rzymski, w 51 nominowany przez cesarza Klaudiusza prefektem pretorianów, bliski współpracownik Agrypiny Młodszej, przez pierwszych osiem lat panowania Nerona prawa ręka cesarza (wspólnie z Seneką Młodszym). Zmarł w 62 roku, prawdopodobnie z powodu raka gardła, istniała również plotka, że został otruty na zlecenie Nerona.

## W literaturze
Pojawia się w powieści Rzym w płomieniach Paula L. Maiera.